# Erk
Erk es un pueblo en el condado de Heves, región del norte de Hungría, en Hungría. Según las estimaciones realizadas en 2024, el pueblo cuenta con un total de 1 019 habitantes.

## Lugares de interés para visitar
- Iglesia católica
- Parque eólico